# Liste des primats de l'Église catholique byzantine
Liste des primats de l'Église catholique byzantine

## Évêques de Pittsburgh des Byzantins
- Basil Takach (en) (15 juin 1924-13 mai 1948)
- Daniel Ivancho (en) (13 mai 1948-12 décembre 1954)
- Nicholas Elko (en) (5 février 1955-22 décembre 1967)
- Stephen Kocisko (en) (5 mars 1968-11 juin 1969)

## Archevêques métropolitains de Pittsburgh des Byzantins
- Stephen John Kocisko (11 juin 1969-12 juin 1991)
- Thomas Dolinay (en) (12 juin 1991-13 avril 1993)
  - John M. Bilock (20 avril 1993-8 septembre 1994) (administrateur apostolique)
  - Russell A. Duker (septembre 1994-15 novembre 1994) (administrateur apostolique)
- Judson Procyk (en) (7 février 1995-15 avril 2001)
  - John M. Kudrick (1er mai 2001-9 juillet 2002) (administrateur apostolique)
- Basil Schott (en) (9 juillet 2002-10 juin 2010)
  - Eugene Yackanich (10 juin 2010-28 avril 2012) (administrateur apostolique)
- William C. Skurla (28 avril 2012-aujourd'hui)